# João Constantinovich da Rússia
João Constantinovich da Rússia, (em russo:Иоанн Константиович), (5 de julho de 1886 - 18 de julho de 1918), também conhecido por príncipe Ioann, Ivan ou Johan, foi o filho mais velho do grão-duque Constantino Constantinovich da Rússia e da sua esposa, a grã-duquesa Isabel Mavrikievna (nascida princesa Isabel de Saxe-Altemburgo).Era descrito pelos seus contemporâneos como um ser-humano gentil e religioso, e os seus parentes tratavam-no pela alcunha "Ioannchik"

## Primeiros anos
João Constantinovich nasceu como grão-duque da Rússia com o tratamento de Alteza Imperial, mas quando tinha nove dias de idade, uma lei publicada pelo seu primo, o czar Alexandre III da Rússia, retirou-lhe esse título, uma vez que a lei limitava o título de grão-duque aos netos do czar reinante. Como resultado, recebeu o título de príncipe da Rússia com o tratamento de "Alteza".
Chegou a considerar a hipótese de se tornar um monge ortodoxo, mas, eventualmente, apaixonou-se pela bonita e decidida princesa Helena da Sérvia. Casaram-se no dia 2 de setembro de 1911 e Jelena mudou de nome para Helena Petrovna da Rússia. Eram um casal feliz. Tiveram o primeiro filho, o príncipe Vsevolod Ivanovich, no dia 20 de janeiro de 1914 e a segunda filha, a princesa Catarina Ivanovna, no dia 12 de julho de 1915.

## Revolução e morte

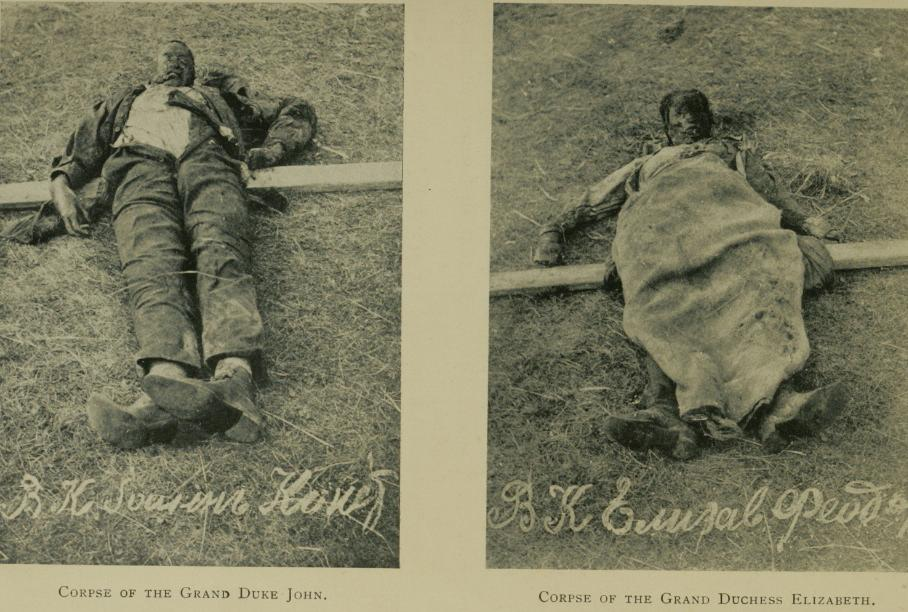
Corpos de João Constinovich e Isabel Feodorovna descobertos em outubro de 1918

O príncipe João combateu na Primeira Guerra Mundial, foi condecorado como um herói de guerra e estava na frente de combate quando rebentou a Revolução Russa de 1917 em São Petersburgo. Em Abril de 1918 foi exilado para os montes Urais pelos bolcheviques e foi assassinado no dia 18 de Julho do mesmo ano de forma atroz, sendo atirado para uma mina perto de Alapayevsk, juntamente com os seus irmãos, Constantino e Igor, o seu primo Vladimir Pavlovich Paley e o seu primo em segundo grau, o grão-duque Sérgio Mikhailovich da Rússia e a grã-duquesa Isabel Feodorovna.
O seu corpo foi recuperado e enterrado em Pequim, num cemitério Ortodoxo que foi destruído alguns anos mais tarde para ser construído um parque.

## Canonização
Em 1981, o príncipe João Constantinovich foi canonizado como Neomártir pela Igreja Ortodoxa Russa no Exterior. Em 2000, depois de várias discussões dentro da Igreja Ortodoxa Russa, foi declarado Mártir da Opressão da União Soviética.

## Genealogia
| João Constantinovich da Rússia | Pai: Constantino Constantinovich da Rússia                  | Avô paterno: Constantino Nikolaevich da Rússia | Bisavô paterno: Nicolau I da Rússia                       |
| João Constantinovich da Rússia | Pai: Constantino Constantinovich da Rússia                  | Avô paterno: Constantino Nikolaevich da Rússia | Bisavó paterna: Alexandra Feodorovna (Carlota da Prússia) |
| João Constantinovich da Rússia | Pai: Constantino Constantinovich da Rússia                  | Avó paterna: Alexandra Iosifovna               | Bisavô paterno: José de Saxe-Altemburgo                   |
| João Constantinovich da Rússia | Pai: Constantino Constantinovich da Rússia                  | Avó paterna: Alexandra Iosifovna               | Bisavó paterna: Amélia de Württemberg                     |
| João Constantinovich da Rússia | Mãe: Isabel Mavrikievna (Isabel Augusta de Saxe-Altemburgo) | Avô materno: Maurício de Saxe-Altemburgo       | Bisavô materno: Jorge de Saxe-Altemburgo                  |
| João Constantinovich da Rússia | Mãe: Isabel Mavrikievna (Isabel Augusta de Saxe-Altemburgo) | Avô materno: Maurício de Saxe-Altemburgo       | Bisavó materna: Maria Luísa de Mecklemburgo-Schwerin      |
| João Constantinovich da Rússia | Mãe: Isabel Mavrikievna (Isabel Augusta de Saxe-Altemburgo) | Avó materna: Augusta de Saxe-Meiningen         | Bisavô materno: Bernardo II de Saxe-Meiningen             |
| João Constantinovich da Rússia | Mãe: Isabel Mavrikievna (Isabel Augusta de Saxe-Altemburgo) | Avó materna: Augusta de Saxe-Meiningen         | Bisavó materna: Maria Frederica de Hesse-Cassel           |